# فیچنگ (شاندونگ)
فیچنگ (شاندونگ) (به لاتین: Feicheng) یک county-level city در جمهوری خلق چین است که در Tai'an واقع شده‌است.